# カコジル
カコジル (Cacodyl) はヒ素化合物の1つで、テトラメチルジアルサン、またはフランスの化学者ルイ・クロード・カデ・ド・ガシクールの名からカデ液とも呼ばれる。ニンニク臭を持つ有毒の油状液体で、化学式は (CH3)2As-As(CH3)2 である。
乾燥空気中で自然発火する。

## 合成
- ジメチルアルシン塩化物とジメチルアルシンから合成される。

{\displaystyle {\ce {As(CH3)2Cl\ + As(CH3)2H -> As2(CH3)4\ + HCl}}}
- 酸化カコジルは三酸化二ヒ素との酢酸カリウムの反応によって合成される。

{\displaystyle {\ce {4CH3COOK\ + As2O3 -> As2(CH3)4O\ + 4K2CO3\ + CO2}}}

## 歴史
1760年、ガシクールはコバルト由来のインクを研究し、ヒ素を含むコバルト鉱物からカコジルを単離した。
イェンス・ベルセリウスがジメチルヒ素ラジカル (CH3)2As・ をギリシャ語の悪臭 (kakodes) と物 (hyle) からカコジル (kakodyl) と名づけたことが由来である（現在は綴りが変更されている）。
エドワード・フランクランドとロベルト・ブンゼンによって研究され、これまで知られている有機金属化合物の中で最も初期のものの1つであると考えられている。ヒ素を酢酸カリウムと共に蒸留することによって初めて合成された。ブンゼンによると、「この物質のにおいはすぐに手足をひりひりさせ、めまいを起こしたり意識を失ったりすることさえある。この化合物を吸い込むと、他の悪影響が認められない場合でも、舌が黒い膜で覆われるのが特徴である」。ブンゼンはカコジルの研究により死にかけたうえ、爆発により右目の視力を失っている。カコジルを研究することにより、ブンゼンはメチルラジカルの提唱に至った。